# Ломакін Віктор Павлович
Віктор Павлович Ломакін (22 квітня 1926, селище Задільне Приволзького лісництва Курумчинської сільської ради, тепер Красноярського району Самарської області, Росія — 20 березня 2012, місто Москва) — радянський державний діяч, 1-й секретар Приморського крайового комітету КПРС, надзвичайний і повноважний посол СРСР у Чехословацькій Соціалістичній Республіці. Член ЦК КПРС у 1971—1990 роках. Депутат Верховної Ради СРСР 8—11-го скликань. Герой Соціалістичної Праці (17.03.1981). 

## Життєпис
У 1943 році закінчив середню школу № 45 при станції Кряж залізниці імені Куйбишева.
У 1949 році закінчив Куйбишевський авіаційний (політехнічний) інститут за фахом «літакобудування».
З 1949 року — технолог, старший інженер, заступник начальника цеху авіаційного завод № 126 Міністерства авіаційної промисловості СРСР у місті Комсомольську-на-Амурі Хабаровського краю.
У 1953 році закінчив Московську промислову академію (Академію авіаційної промисловості).
Член КПРС з 1953 року.
У 1955—1956 роках — заступник секретаря, у 1956—1958 роках — секретар партійного комітету авіаційного завод № 126 міста Комсомольська-на-Амурі.
У 1958—1961 роках — 2-й секретар, 1-й секретар Комсомольського-на-Амурі міського комітету КПРС Хабаровського краю.
У 1961—1963 роках — секретар Хабаровського крайового комітету КПРС. У 1963—1965 роках — секретар Хабаровського крайового комітету КПРС — голова Хабаровського крайового комітету партійно-державного контролю і заступник голови виконавчого комітету Хабаровської крайової ради депутатів трудящих. У 1965—1967 роках — секретар Хабаровського крайового комітету КПРС.
У 1967—1969 роках — інструктор ЦК КПРС.
18 березня 1969 — 8 квітня 1984 року — 1-й секретар Приморського крайового комітету КПРС.
Указом Президії Верховної Ради СРСР від 17 березня 1981 року за видатні успіхи у виконанні завдань десятої п'ятирічки і соціалістичних зобов'язань, великий особистий внесок у збільшення видобутку риби і виробництва рибної продукції першому секретареві Приморського крайового комітету КПРС Ломакіну Віктору Павловичу присвоєно звання Героя Соціалістичної Праці з врученням йому ордена Леніна і золотої медалі «Серп і Молот».
26 квітня 1984 — 14 травня 1990 року — надзвичайний і повноважний посол СРСР у Чехословацькій Соціалістичній Республіці.
З травня 1990 року — персональний пенсіонер союзного значення в Москві.
Помер 20 березня 2012 року. Похований в Москві на Троєкуровському кладовищі.

## Нагороди і звання
- Герой Соціалістичної Праці (17.03.1981)
- чотири ордени Леніна (25.08.1971, 21.04.1976, 17.03.1981, 21.04.1986)
- орден Трудового Червоного Прапора (28.04.1963)
- орден «Знак Пошани» (12.03.1966)
- медалі
- Почесний громадянин Владивостока (2005)
- надзвичайний і повноважний посол СРСР